# 유작 (비디오 게임)
유작 혹은 이사쿠(일본어: 遺作,いさく)는 1995년 8월 25일 일본 ELF사에서 발매된 성인용 어드벤처 게임이다. 작(作)시리즈의 첫 번째 작품으로 이토 가의 장남 이사쿠가 등장하는 귀축계 어드벤처 게임의 선구적 작품이다. 이 작품은 90년대 중반 동급생, 드래곤 나이트 시리즈와 함께 ELF사의 전성기를 이끌었다. 후에 핑크 파인애플에서 19금 애니메이션으로도 만들어졌다. 나머지 작 씨리즈와는 달리 작(이사쿠)이 주인공이 아닌 적 캐릭터로 등장한다.

## 시스템
학교 수위인 이사쿠의 음모에 의해 학교 내 구교사에 갇혀버린 주인공 일행.
주인공 일행은 이사쿠가 장치해놓은 단서들을 찾아가며 1층까지 내려오게 된다.
그 과정에서 던전 탐험식의 화면 전환 방법으로 각 층의 교실을 탐색할 수 있다.
일반적인 18금 게임의 목적인 여성캐릭터 공략에서 탈피하여, 주인공과 함께 갇히게 된 나머지 일행들을 무사히 집으로 돌려보내는 것을 목표로 삼았다는 점이 특이하다. 따라서 함께 있는 여주인공들은 공략대상이 아닌 동료-거추장스러운 짐짝들-로서의 성격이 더 강하다. 플레이어가 잘못된 행동을 하면 등장인물들이 이사쿠에게 납치되어 능욕당하게 된다. 이 능욕당하는 장면은 비디오로 찍히는데, 오마케 코너에서 다시 볼 수 있다.
능욕적인 요소가 없는 것은 아니지만, 주인공이 능욕을 담당하지 않는다는 점에서 일반적인 능욕물이라 보기는 힘들다.

## 줄거리
사쿠라란 학교가 여름방학을 맞이한 8월 어느 날, 주인공 코구레 켄타는 한 통의 러브 레터를 받았다. 그러나 약속 장소인 구교사 5층의 음악실에 가보니 자기 외에도 몇 사람이 더 있었다. 켄타는 못된 장난으로 러브 레터를 보냈다고 모두로부터 의심되지만 그 사이에 이사쿠에 의해 출입구가 막혔고 그들은 구교사에 갇혀 버린다. 그리고 어딘가에 이토 이사쿠가 잠복하고 있었다. 해체를 앞두고 있던 구교사는 이전부터 창문 등이 모두 판자로 막아놓아 연락 수단조차 없던 이들은 나갈 수가 없었다. 켄타와 일행은 이 곳에서 탈출하기 위해, 1년 전 사건의 진상을 밝히기 위해 밖에 나갈 방법을 찾기 시작하는데...

## 등장인물
성우명은 게임판과 애니판 모두 비공개. 단, 주인공은 음성이 없다.
- 코구레 켄타(일본어: 小暮 健太)

성우: 오카노 코스케(애니판 한정)
이 작품의 주인공으로 플레이어 자신이다. 게임판에서는 용감함과 명석함을 겸비하고 있지만 애니판에서는 그런 묘사를 볼 수 없다.
- 이토 이사쿠(일본어: 伊頭 遺作)

성우: 츠지 신파치
학교의 수위로 잡일을 맡아서 하고 있다. 외모에서 풍겨오는 이미지대로 나쁜 소문이 끊이지 않고 있는데 1년 전의 사건과 관련이 있어 보였지만 이사장의 알리바이로 무마되었다. 가족으로는 슈사쿠와 키사쿠라는 동생이 있다.
- 아사카와 코토미(일본어: 浅川 琴未)

성우: 타카노 나오코
켄타가 마음에 두고 있는 여학생으로 교내 최고의 인기 아이돌이다. 무네미츠와는 소꿉친구로 부잣집 딸이기도 하다.
- 사카키 미유키(일본어: 榊 美由紀)

성우: 호시노 치즈코
켄타와 같은 반인 여학생으로 차갑고 지적으로 1년 전에 구교사에서 여동생이 강간당한 후 더욱 남성혐오증이 생겼다.
- 아카가와 리카(일본어: 赤川 里香)

성우: 카와카미 토모코
작은 몸집과 귀여운 외모를 가진 소녀로 주인공과 같은 반이다. 눈이 나쁜지 안경을 쓰고 있고 주인공을 짝사랑하지만 소심해서 고백하지 못한다.
- 미키하라 아케미(일본어: 幹原 明美)

성우: 타케노우치 미나코
주인공과 같은 반으로 테니스부 부장을 맡고 있다. 그러나 쿠미 선생과 사이가 좋지 못한데 그녀의 애인인 남교사를 빼앗았기 때문이다.
- 세리자와 미오(일본어: 芹沢 美緒)

성우: 불명
아케미와 친한 친구사이로 역시 주인공과 한 반이다. 조금은 남성적인 터프함을 보여준다.
- 타카시마 쿠미(일본어: 高島 久美)

성우: 야마다 미호
켄타의 반의 담임 선생님으로 처음에는 책임감이 강하여 학생들을 집으로 돌려보내려 애쓴다.
- 시마다 진파치(일본어: 島田 陣八)

성우: 호시 소이치로
켄타의 친구로 신문부 소속으로 항상 사진기를 가지고 다닌다.
- 소가 무네미츠(일본어: 蘇我 宗光)

성우: 미키 신이치로
학원 이사장의 아들로 주인공과 라이벌 관계이다. 자기 혼자 다른 교복을 입고 다닌다.

## 팬디스크
유작을 구입한 유저들을 상대로 팬디스크인 도작(일본어: 盗作,とうさく)을 배포하였다. 제목에서 엿볼 수 있듯, 본편인 유작을 패러디한 내용으로 구성되어있다. 원래는 DOS판 패키지에 봉입되어 있는 신청 용지를 본사에 보내면 주어지던 팬디스크로 본편에서는 코토미와 미유키와의 엔딩 외에는 다른 히로인과의 엔딩이 없었지만 전 히로인과의 엔딩이 추가되었고 이 작품의 패러디 등이 수록되고 있다. 나중에 윈도 리뉴얼판과 매킨토시판에는 아예 작품 속에 수록되었다.

## 19금 애니메이션
- 유작 (1997년, 핑크 파인애플)
  - 유작 참극 1「리카」
  - 유작 참극 2「코토미」
  - 유작 참극 3「미유키」
  - 유작 종극 「죄와 벌」(총집편)

- 유작 ～Respect～(2001년, 핑크 파인애플)
  - 유작～Respect～ 제1막「치욕의 감옥」
  - 유작～Respect～ 제2막「암컷의 향기」
  - 유작～Respect～ 제3막「쾌락의 끝」
  - 유작～Respect～ 총집편

http://www.aniboxtv.com/program/program_view.php?pidx=105%5B깨진+링크(과거+내용+찾기)%5D
2006년 11월, 애니박스에서 이 작품을 무삭제로 방영했다가 해당 편성프로그램의 중지, 시청자에 대한 사과, 편성책임자에 대한 징계를 받았다.
국내에도 DVD가 정발된 적이 있지만 출시명은 Shusaku(취작) 이었으며, 그 런닝타임은 69분으로 최소 21분 이상 가위질되었고, 3화를 1화에 집어넣었다. 가격이 저렴해서 그런 건지 현재는 단종되어서 더 이상 구매할 수가 없다.

## 참고
- 이 작품의 제목인 유작은 엘프의 본사 사옥가 이전 전에 만든 마지막 작품이라고 하는 의미로 제목이 정해졌지만 한 잡지에서 엘프의 도산으로 인해 마지막 작품이라는 이야기로 와전이 되어 이런 이유로 화제가 된 작품이다.
- 이 작품의 원화를 담당한 요코다 마모루는 이 작품을 끝으로 엘프에서 나오게 되어 그에게 있어서도 엘프의 유작이 되었다.

## 같이 보기
- 취작 - 작 시리즈 두 번째 작품으로 그의 큰 동생 슈사쿠가 한 음악학원 기숙사 관리인으로 위장 취업하여 기숙사 여학생들의 약점이 되는 사진을 이용해서 협박하고 능욕하는 내용을 담고 있다.
- 귀작 - 작 시리즈 세 번째 작품으로 그의 막내 동생 키사쿠가 한 제약회사 영업사원으로 취업하여 여러 여자들을 성 노예로 능욕하는 내용을 담고 있다.